# União das Freguesias de Retorta e Tougues
União das Freguesias de Retorta e Tougues, kurz Retorta e Tougues, ist eine Gemeinde (Freguesia) im Kreis (Concelho) von Vila do Conde im Norden Portugals.
In der Gemeinde leben 2.052 Einwohner auf einer Fläche von 6,55 km² (Stand nach Zahlen von 2011).
Die Gemeinde entstand im Zuge der Gebietsreform in Portugal am 29. September 2013 durch Zusammenlegung der Gemeinden Retorta und Tougues. Retorta wurde Sitz der Gemeinde, die ehemalige Gemeindeverwaltung in Tougues blieb als Bürgerbüro weiter bestehen.